# 35 (عدد)
35 (خمس وثلاثون) هو عدد صحيح  يلي العدد 34 ويسبق العدد 36 وهو عدد طبيعي موجب.
يساوي العدد 35 مجموع أول خمس في سلسلة الأعداد المثلثية جاعلاً منها عدد هرمي ثلاثي. وهو أيضاً عدد مكعبي مركزي، وعدد مخمسي.

## في العلم
- العدد الذري للبروم.
- عدد الكتلة للنظير الكيميائي «المغنيسيوم-23».

### في الفلك
- مسييه 35: عنقود نجمي مفتوح ضمن فهرس مسييه، يقع في كوكبة التوأمين ويبلغ قدره الظاهري 5.3.
- ف.ع.ج 35 - إن جي سي 35: مجرة حلزونية ضمن الفهرس العام الجديد، وهي تقع في كوكبة قيطس ويبلغ قدرها الظاهري 14.7.
- 35 ليوكوثيا: كويكب ضخم يقع في حزام الكويكبات الرئيسي، اكتشف عام 1948.